# Анджей Удальський
Анджей Ярослав Удальський (нар. 1957) — польський астроном і астрофізик, професор фізичних наук, директор Астрономічної обсерваторії Варшавського університету.

## Біографія
Народився 22 січня 1957 року в Лодзі. У 1975 році закінчив VIII загальноосвітній ліцей імені Адама Асника в Лодзі. 1980 року закінчив фізичний факультет Варшавського університету. Того ж року почав працювати в астрономічну обсерваторію Варшавського університету. У 1988 році він отримав ступінь доктора філософії у Варшавському університеті, а потім пройшов дворічне стажування в Йоркському університеті в Торонто. Габілітувався у Варшавському університеті у 1996 році на основі дисертації під назвою «Масова фотометрія зір в напрямку центру Галактики». 28 березня 2000 року отримав вчене звання професора кафедри фізичних наук. У Варшавському університеті він став професором, директором Астрономічної обсерваторії Варшавського університету та завідувачем кафедри спостережної астрофізики.
У 1992 році очолив проект OGLE (Optical Gravitational Lensing Experiment, оптичний експеримент з гравітаційного лінзування). У 1995–1996 роках брав участь у будівництві Варшавського телескопа в обсерваторії Лас Кампанас у Чилі. У 2001 році він самостійно побудував ширококутну мозаїчну ПЗЗ-камеру, що містить понад 65 мільйонів світлочутливих елементів.
Займав посаду головного редактора польського астрономічного журналу «Acta Astronomica». Він став членом-кореспондентом, а потім дійсним членом Польської академії наук, а також членом-кореспондентом Польської академії мистецтв і наук. У 2012 році став іноземним членом Національної академії наук США.

## Наукові відкриття
Разом з групою OGLE Анджей Удальський є співвідкривачем 30 екзопланет, виявлених за допомогою техніки гравітаційного мікролінзування. Очолював групу вчених, яка виявила транснептунові об’єкти Девана (471143) і (471165) 2010 HE79, а також позасонячну планету OGLE-2005-BLG-390L b.

## Нагороди та відзнаки
У 2012 році президент Польщі Броніслав Коморовський нагородив Анджея Удальського Орденом Відродження Польщі "за видатні досягнення в наукових дослідженнях і навчанні, за внесок у розвиток науки в Польщі та світі, а також за підтримку міжнародного наукового співробітництва".
У 1996 році Удальський отримав премію прем'єр-міністра за видатні наукові досягнення. У 2002 році отримав премію Фундації польської науки в галузі точних наук ("за перегляд шкали відстаней у Всесвіті та відкриття багатьох темних об'єктів, що супроводжують зорі"). У 2009 році він отримав грант у розмірі майже 2,5 мільйона євро в рамках програми Ideas Європейської дослідницької ради.
У 2017 році він був нагороджений премією Дена Девіда, а в 2018 році — Медаллю Карла Шварцшильда. У 2020 році він був відзначений урядом Чилі спеціальною науковою нагородою, присудженою з нагоди 500-річчя відкриття Магелланової протоки. Того ж року колектив під його керівництвом отримав премію прем’єр-міністра Польщі за наукові досягнення.

## Виноски
1. 1 2  Nauka Polska
2. ↑  http://czlonkowie.pan.pl/czlonkowie/sites/Biogram.html?id=3678
3. 1 2 3  Andrzej Udalski. Архів оригіналу за 4 березня 2016. Процитовано 4 січня 2023. [Архівовано 2016-03-04 у Wayback Machine.]
4. ↑  Osiemdziesięciolecie powołania Społecznego Polskiego Gimnazjum Męskiego w Łodzi obecnego VIII Liceum Ogólnokształcącego im. Adama Asnyka. Biuletyn okolicznościowy z okazji zjazdu wychowanków 31 marca 2001 r. Łódź. с. 40.
5. ↑  Naukowcy. Архів оригіналу за 23 березня 2013. Процитовано 4 січня 2023. [Архівовано 2013-03-23 у Wayback Machine.]
6. ↑  Andrzej Udalski (англ.).
7. ↑  M.P. z 2012 r. poz. 765
8. ↑  Odznaczenia z okazji Święta 3 Maja. 3 травня 2012. Архів оригіналу за 10 вересня 2012. Процитовано 4 січня 2023. [Архівовано 2013-09-13 у Wayback Machine.]
9. ↑  Prof. Andrzej Udalski wyróżniony przez Europejską Radę ds. Badań Naukowych. 4 листопада 2009.
10. ↑  Polski astronom prof. Andrzej Udalski został laureatem nagrody Dan David Prize 2017. 9 лютого 2017.
11. ↑  Recipients of the Karl Schwarzschild Medal (англ.).
12. ↑  Nagroda rządu chilijskiego dla prof. Andrzeja Udalskiego. 30 października 2020.
13. ↑  Nagrody Prezesa Rady Ministrów w roku 2020. 12 października 2020.